# Gwyneth Wentink
Gwyneth Wentink (Utrecht, 1981) is een Nederlandse harpiste. Zij is de dochter van Hongaarse en Nederlandse ouders die zelf ook musici zijn.

## Scholing
Gwyneth kreeg haar eerste harplessen op vijfjarige leeftijd. Zij studeerde bij Erika Waardenburg aan het Utrechts Conservatorium, waar zij in 2000 haar eindexamendiploma als uitvoerend musicus met de hoogst haalbare cijfers met onderscheiding behaalde.

## Concertpraktijk
Op achtjarige leeftijd speelde zij al in De Doelen in Rotterdam, het concert voor fluit en harp van Mozart samen met Abbie de Quant en het Nationaal Jeugd Orkest onder leiding van Viktor Liberman. Toen zij 10 jaar oud was, speelde zij voor Koningin Beatrix.
Als soliste met orkest was zij o.a. te beluisteren in concerten met I Fiamminghi, het Orquesta Sinfonica Gran Mariscal de Ayacucho in Caracas, Venezuela, het Israel Philharmonic Orchestra onder leiding van Joel Lévy, het Nieuw Sinfonietta Amsterdam, met het Südwest Rundfunk Orchester in Duitsland (onder andere in de Alter Oper te Frankfurt en het Festspielhaus van Baden-Baden), het Philharmonisch Orkest van Bergen onder leiding van Simone Young, het San Diego Chamber Orchestra, het Radio Kamerorkest onder leiding van Peter Eötvös, het Nationaal Symfonie Orkest in Boekarest, het Rotterdams Kamerorkest en het Brabants Orkest, het Finse Philharmonik Orchestra te Helsinki, het Nationaal Orkest van België, het Wereld Jeugd Orkest en de New York Chamber Symphony onder leiding van Jorge Mester, waar ze in 2001 in New York haar concertdebuut maakte in de Alice Tully Hall.
Gwyneth heeft solo-optredens verzorgd over de hele wereld, onder meer in Parijs, Boekarest, Barcelona, London, Tokio, Athene, Praag, Rome, Venetië, Perugia, Tel-Aviv en Jeruzalem. In januari 1999 debuteerde zij zowel in New York (Merkin Concert Hall) als in Londen (Wigmore Hall). In maart 2002 gaf ze een concert in de Carnegie’s Weill Recital Hall in New York.

## Prijzen
Gwyneth heeft sinds 1992 aan verschillende concoursen meegedaan en won de eerste prijzen bij onder andere de Stichting Jong Muziektalent, het Prinses Christina Concours, de International Nippon Harp Competition in Tokio en het Torneo Internazionale di Musica in Rome, de eerste prijs van het Internationale Harpconcours in Tel-Aviv in 1998, waar zij de jongste prijswinnaar ooit was en de speciale "Gulbenkian" prijs ontving voor de beste uitvoering van het harpconcert van Dirk Schäfer. In 1999 won zij de eerste prijs van de "Young Concert Artists International Audition" in New York en is daarmee de eerste harpiste die ooit een dergelijke onderscheiding te beurt viel in de toen 38-jarige geschiedenis van dit concours. Bovendien werd haar de Beracasa Foundation Award en de Mortimer Levitt prijs toegekend.
In 2000 werd Gwyneth Wentink de Aaron & Irene Diamond Soloist prijs toegekend alsmede de Richard Hall Fonds prijs. In 2001 ontving Gwyneth de Netherland-America Foundation Prize.
In mei 2006 kreeg ze de meest prestigieuze onderscheiding van het ministerie van OC&W toegewezen: de Nederlandse Muziekprijs. In april 2007 is deze officieel aan haar uitgereikt.
Op 2 november 2007 wordt haar in Maastricht de prijs van de Vereniging van Schouwburg- en Concertgebouwdirecties toegekend voor ‘de nieuwe generatie musici’.

## Cd's
Gwyneth's solo-cd (uitgebracht door Egan Records) is door het maandblad Luister met de "10" van de maand bekroond. In het najaar van 2006 verscheen een cd van Gwyneth bij Naxos waarop ze te beluisteren is met drie harpconcerten van Joaquín Rodrigo.
Verschillende composities zijn aan haar opgedragen, waaronder composities van Marius Flothuis, S. Natra en R. van Oosten. Sinds 2005 neemt Gwyneth deel aan het Kirwani Kwartet met de Indiase bansuri speler Pt Hariprasad Chaurasia en brengt de harp in de wereld van de klassieke Indiase muziek. In mei 2005 traden ze op in New York waarbij zowel een live-cd als een dvd van het concert werd gemaakt. In november 2006 traden ze op in de opera van Rijsel en in Londen.
- Gemeinsame Normdatei: 132755475
- International Standard Name Identifier: 0000 0003 8281 4608
- Library of Congress Control Number: no2007109305
- Virtual International Authority File: 267250740
- WorldCat: E39PBJxmJJWPvpm8VymCgpCmh3